# Bapa
Bapa est un village du Cameroun, situé dans le département des Hauts-Plateaux dans la région de l'Ouest. Il fait partie de la commune de Bangou.
Collection
Le musée de Bapa dispose d'une pléthore d'objets enrichissant sa collection. De quoi est-elle constituée ?
Cette institution culturelle dispose de plus de 500 objets dans sa collection parmi lesquels le bois, le métal, la céramique, le textile, peau d'animaux, fibres végétales...Les collections en bois sont les plus importantes. Elles constituent plus de 50% de la collection du musée. On retrouve des masques faciaux ou anthropomorphes, ceux zoomorphes. En plus des masques nous avons un trône et les tabourets.
Bien que n'étant pas assez importants, les objets en céramique et calebasse sont néanmoins représentés. L'exposition de ce musée présente également des objets en textile.
Modalités d'accès 
L'ICOM est une institution internationale qui encadre les institutions muséales. Le musée de Bapa n'est pas en reste. Il est donc une institution permanente à but non lucratif certes, mais pour couvrir les charges de fonctionnement, il développe des stratégies pour permettre l'accès à tous.
L'une des activités développées par le musée est la visite guidée. Cette activité est soumise à des contraintes de prix et d'horaires car il est ouvert de mardi à vendredi de 9h à 17h et le samedi et dimanche de 8h à 17h. Mais avant tout il est nécessaire de préciser que le musée est ouvert à tout type de public, qu'il soit national, international, universitaire, secondaire ou primaire. Les modalités de visite varient en fonction de plusieurs facteurs parmi lesquels : la nationalité, le nombre et l'âge du visiteur.
Enfants résidents/élèves : 500 FCFA
Étudiants nationaux: 1000 FCFA
Adultes: 2000 FCFA
Étrangers: 3000 FCFA
Prise de photo avec appareil pro-Hd: 10.0000 FCFA
Simple appareils photos: 3000 FCFA

## Histoire
La chefferie aurait été fondée dans les années 1600 par un chasseur appelé Fé Tchouanmegne venant de Bamendou. L’histoire orale raconte qu’au cours d’une partie de chasse, il découvrit ce territoire giboyeux et s’y installa en compagnie d’autres chasseurs. De peur de se faire remarquer et d’être chassé du territoire, le groupe scrutait chaque fois l’horizon. C’est ainsi qu’on dit d’eux que ce sont des gens qui pagnié ou qui guettent. De cette appellation vient le nom pa d’où « Bapa ».
La case patrimoniale de Bapa a été inauguré le 03 Mars 2018, date de clôture des activités de la première édition du festival Pa'a Ngouo'ok.

## Environnement
Ce village est bâti sur un socle volcanique et vallonné. Son paysage est principalement composé de rochers et de grottes.
Venant du carrefour Batié, au lieu-dit Beugong (2 km environ), trois grands rochers disposés en étage résistent à la pression du vent pour « soutenir le royaume ». La piste en contrebas amène ensuite au « rocher de la mort » ou Loung gwou (1 km), perché au sommet d’une falaise abrupte haute de plus de 100 m.
Un détour à la chefferie permet d’admirer l’architecture traditionnelle. Puis le tunnel Sekouop situé à 4 km de la chefferie s’étend sur une longueur de plus de 300 mètres sous un bloc de rochers.
La chute d’eau Tchui, de 80 m de haut, est située à 1 km de la chefferie. Ces eaux déferlantes enjambent un bloc de rochers qui forment de grands jets de cascades en saison de pluie. Tui signifie « pleurer » et ce lieu symboliserait le roi entouré de son adjoint, d’un de ses ministres, de son serviteur et de la reine. C’est un lieu sacré de protection du village et de purification des jeunes.
Un projet de la Case patrimoniale se propose de « réunir » toutes ces merveilles dans une exposition où s'intégrera tradition et nature.

D'après la classification de Köppen-Geiger, le climat de Bapa est de type tropical de savane avec une saison sèche en hiver.
Architecture 
La présentation de ce lieu met en valeur la dimension écologique recherchée à l'initiative. Les matériaux sont issus de l'exploitation de l'environnement immédiat. La terre prélevée sur le site du chantier est utilisée pour faire des briques de terre. Les bambous de raphia, ceux de chine et les rondins de bois d'eucalyptus sont utilisés pour ajourés les murs. Le plafond est fait en lambris de bois de texture variées.
Le bâtiment est de forme rectangulaire. L'entrée est édifiée en forme de grotte donnant toute la substance symbolique à l'appellation Pa'a Ngouo'ock c'est-à-dire village de rochers. Le toit de la façade est en forme de pyramide se terminant en chevron à l'arrière. Le bâtiment dans son ensemble est compartimenté de 16 espaces : 03 toilettes (hommes et femmes), 01 salle d'exposition temporaire, 01 bibliothèque, 01 hall d'accueil avec boutique, 01 bureau 01 réserve, 06 salles d'exposition permanente, 01 salle de réunion et 01 espace ouvert au centre du bâtiment servant de patio. Les locaux ont les dimensions qui varient d'une pièce à l'autre. Si le hall d'accueil peut contenir une trentaine de visiteurs, les salles d'exposition permanente compte tenu de l'animation de surface en contiennent moins. Pour une médiation fluide, l'effectif d'un parcours oscille de 1 à 15 visiteurs. Le parement intérieur des salles d'exposition permanente suscite une muséographie immersive. Les stagiaires en fonction au musée sont installés au hall d'accueil, ne pouvant contenir qu'un maximum de 04 personnes.
Fonctionnement
L'organisation présentée par le Directeur du musée met en référence la configuration à l'échelle de la contribution au développement du musée et de l'orientation que la chefferie accordé au secteur culturel. La coordination générale est assurée par le chef supérieur. Le musée constitue ainsi un pôle de l'ADEVIPA'A intègre dans son appui au développement du village. Il fait partir d'une section de PA'CTA qui est une association à caractère culturel et touristique.

## Culture
La vie de la chefferie est aussi marquée par la sortie du kang, danse biennale d’initiation des jeunes garçons organisée par la société des nyi. Elle a lieu tous les deux ans de la mi-juin à la mi-août.
Les artistes de la chefferie sont spécialisés dans la confection des masques cagoules des sociétés coutumières, notamment ceux de la redoutable confrérie des koungang.

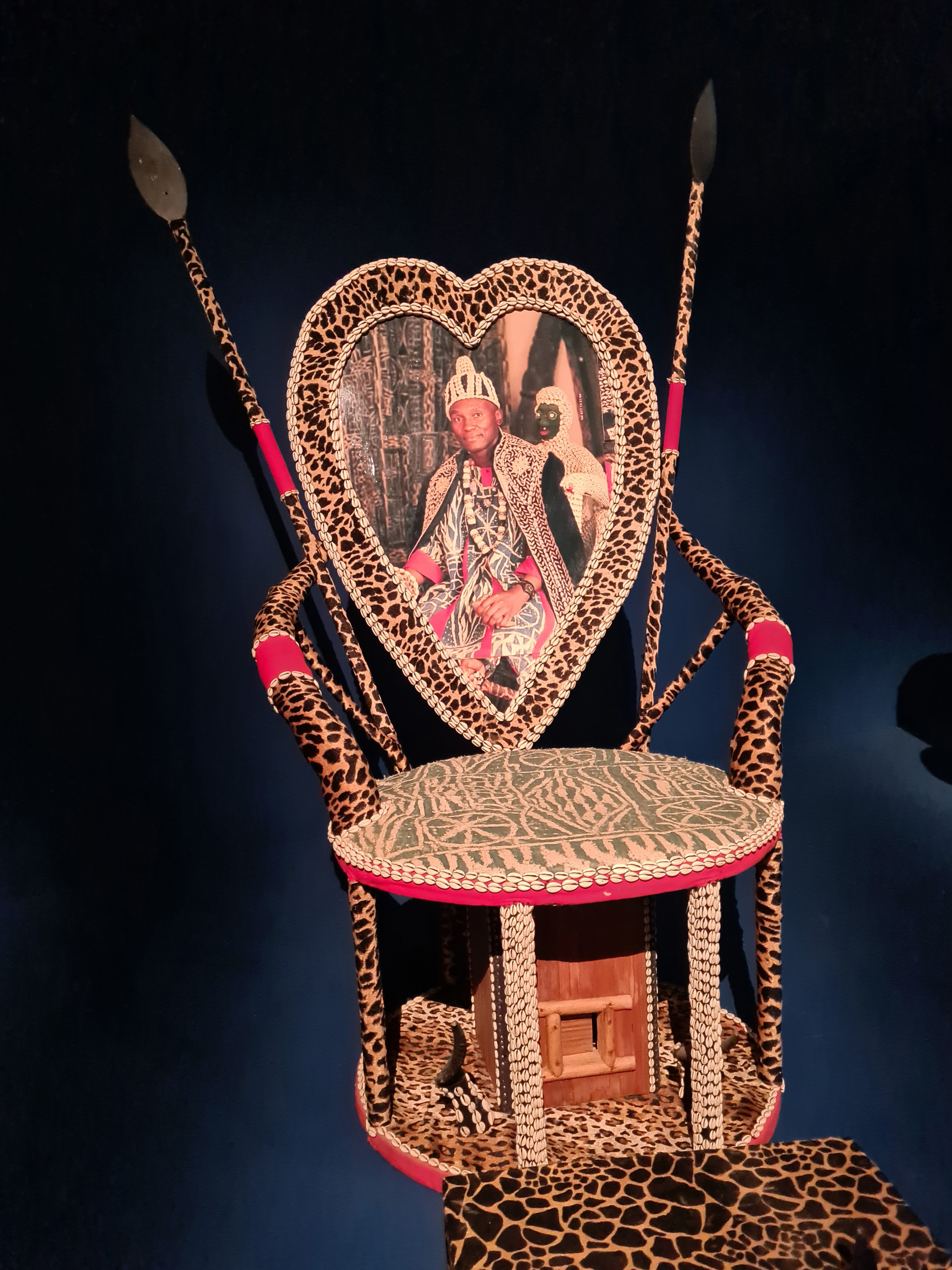
Trône de roi.
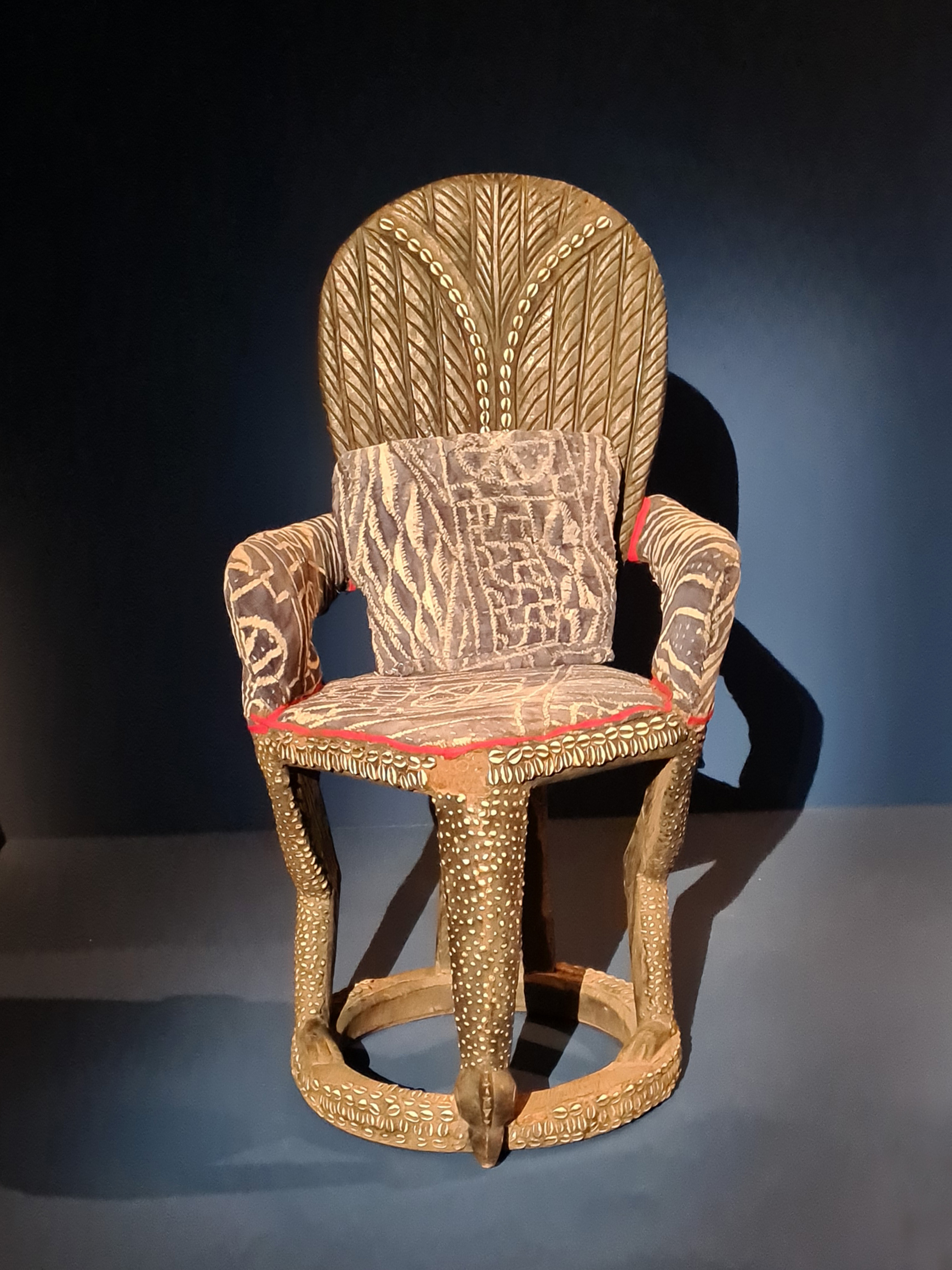
Trône de reine.
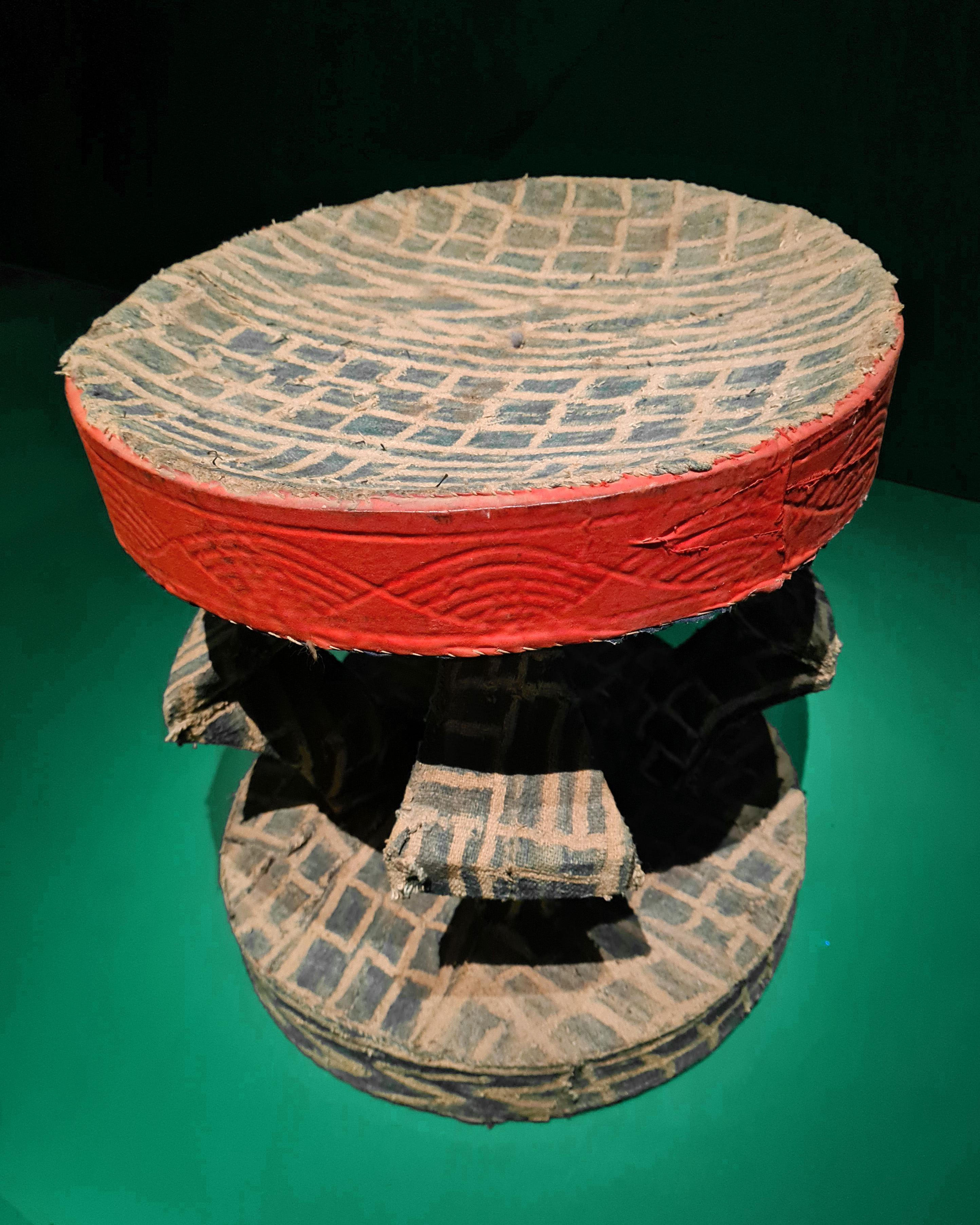
Tabouret royal avec ndop.
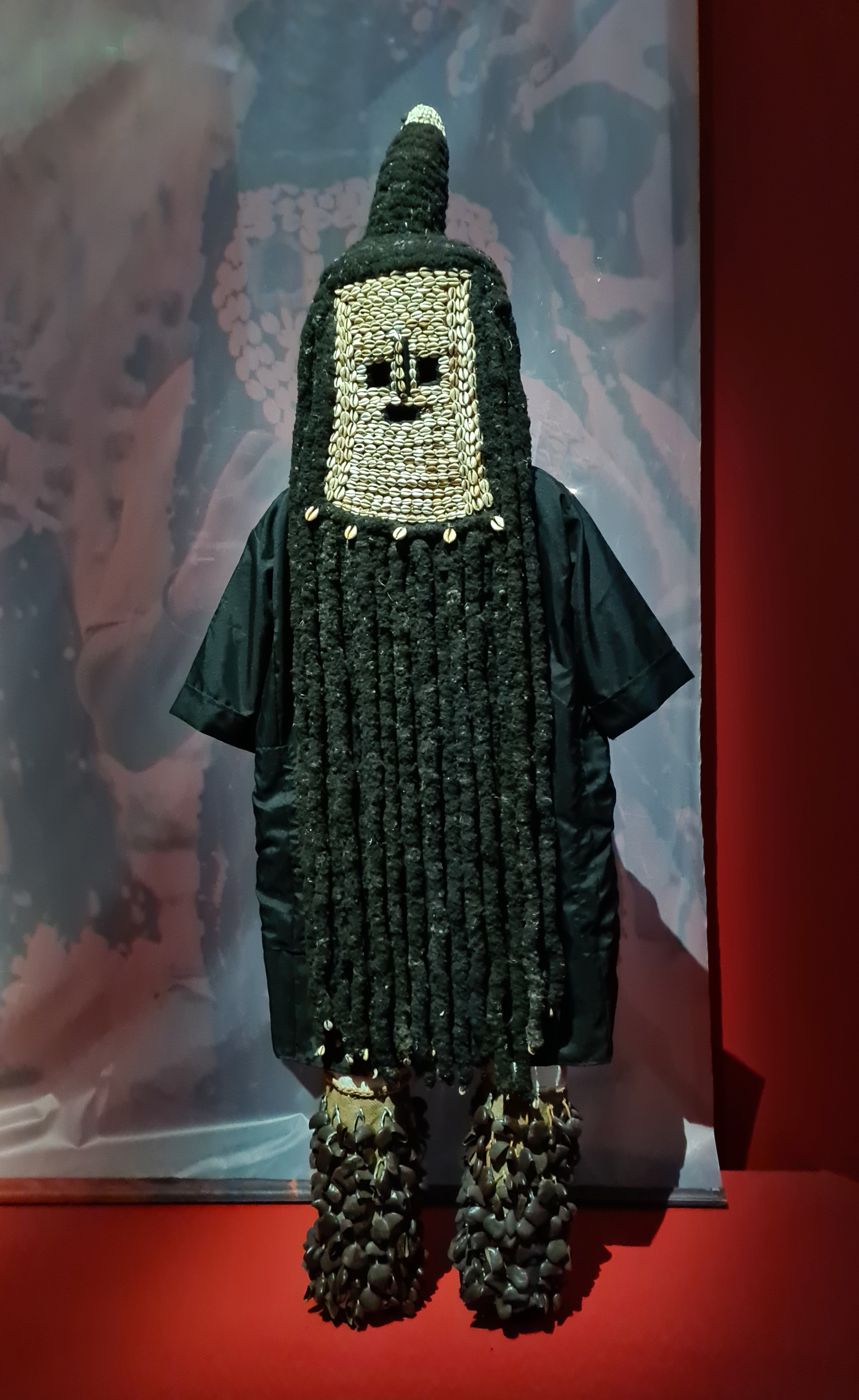
Costume de Kun'gang.
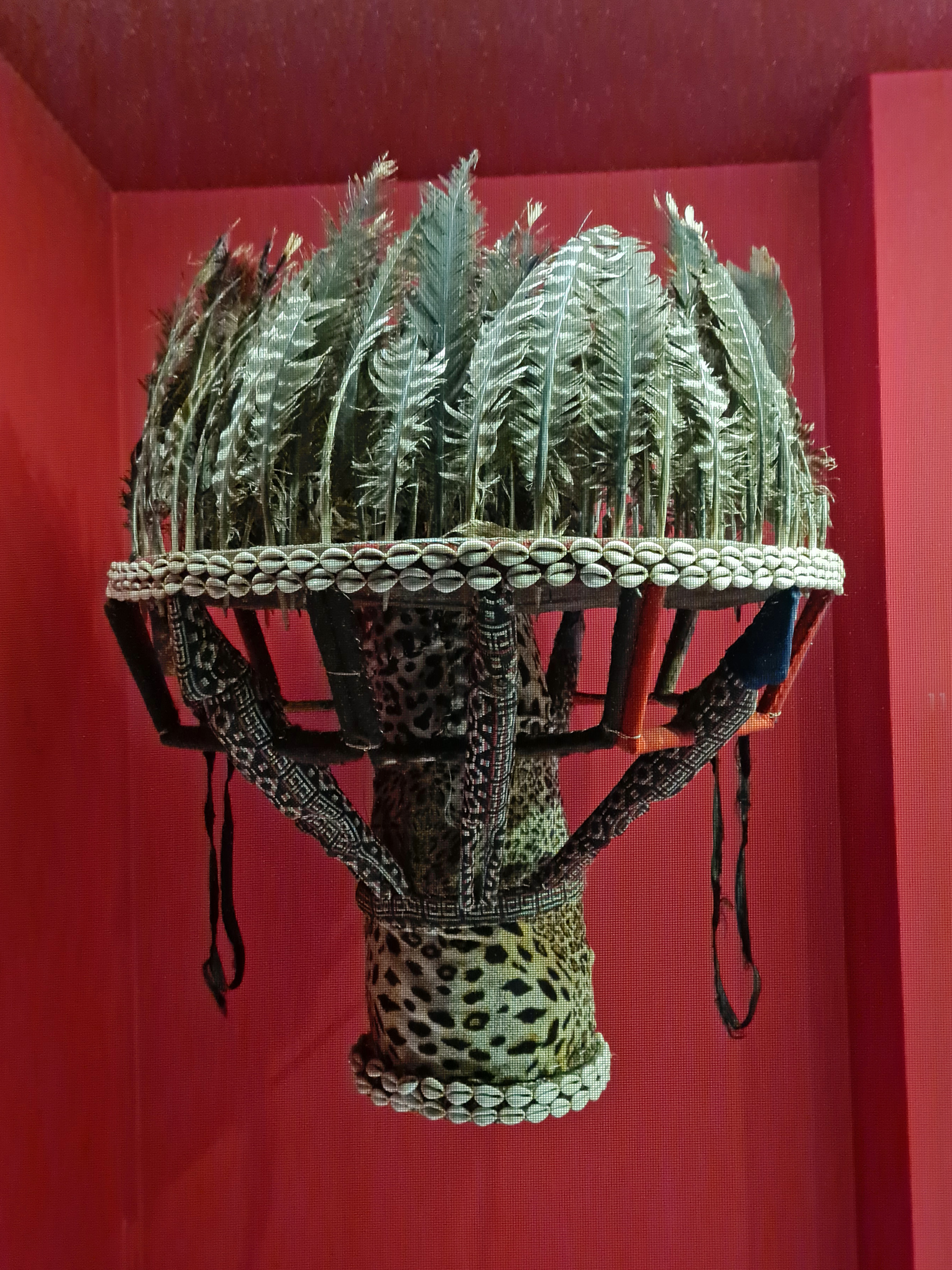
Coiffe à plumes.

## Dynastie des Rois
Depuis sa création, la chefferie Bapa a connu une succession de 15 rois, à savoir :

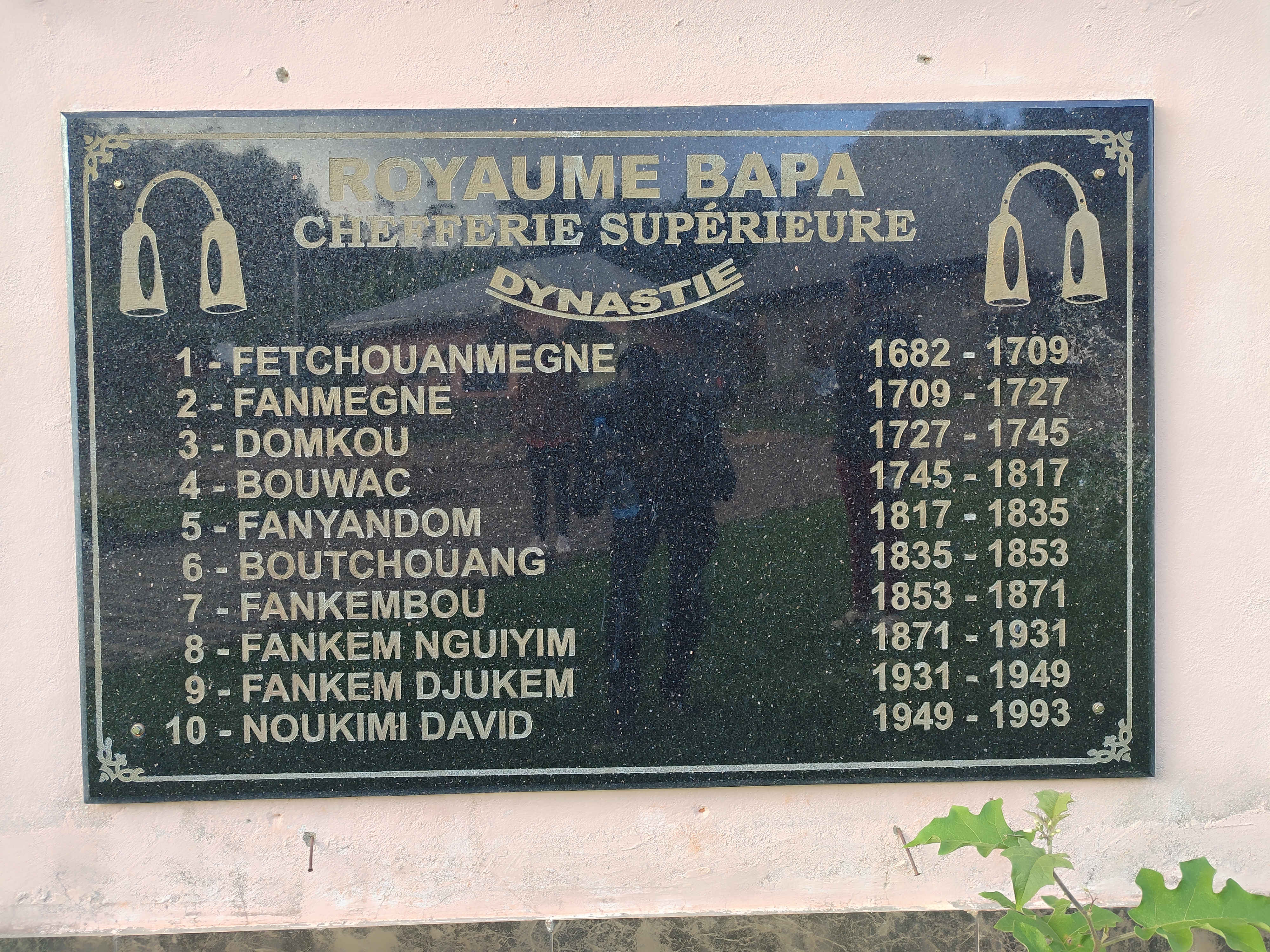
Ce fichier représente le tableau dynastique des Rois Bapa à l'Ouest Cameroun

| No | Identité            | Période | Période | Durée  | Étiquette |
| No | Identité            | Début   | Fin     | Durée  | Étiquette |
| -- | ------------------- | ------- | ------- | ------ | --------- |
| 1  | Fetchouanmegne (d)  | 1708    | 1726    | 18 ans |           |
| 2  | Domkou (d)          | 1726    | 1744    | 18 ans |           |
| 3  | Bouwac (d)          | 1744    | 1762    | 18 ans |           |
| 4  | Mokyang (d)         | 1762    | 1780    | 18 ans |           |
| 5  | Kwé (d)             | 1780    | 1798    | 18 ans |           |
| 6  | Boumegni (d)        | 1798    | 1807    | 9 ans  |           |
| 7  | Lemegni (d)         | 1807    | 1811    | 4 ans  |           |
| 8  | Fanboukem (d)       | 1811    | 1829    | 18 ans |           |
| 9  | Fanyandom (d)       | 1829    | 1842    | 13 ans |           |
| 10 | Boutchouang (d)     | 1842    | 1854    | 12 ans |           |
| 11 | Fankembou (d)       | 1854    | 1870    | 16 ans |           |
| 12 | Fankem Nguiyim (d)  | 1870    | 1931    | 61 ans |           |
| 13 | Fankem Djukem (d)   | 1931    | 1949    | 18 ans |           |
| 14 | David Noukimi (d)   | 1949    | 1993    | 44 ans |           |
| 15 | Siemeu David II (d) | 1993    |         |        |           |